# Bến Tranh
Bến Tranh là tên một quận cũ thuộc tỉnh Mỹ Tho và sau đó thuộc tỉnh Định Tường (ngày nay là tỉnh Tiền Giang).